# North Ealing (Metropolitano de Londres)
North Ealing é uma estação do Metrô de Londres no ramal Uxbridge da linha Piccadilly entre Ealing Common e Park Royal. A estação está localizada na Station Road, a uma curta distância do cruzamento de Queen's Drive e Hanger Lane (A406, North Circular Road). Está na Zona 3 do Travelcard. A estação West Acton na linha Central está localizada a cerca de 550 metros a leste, na outra extremidade da Queen's Drive.
Apesar do nome, a estação está geograficamente localizada a leste da Ealing Broadway; as áreas de Gurnell, Pitshanger, Montpelier e Hanger Hill/Hanger Lane são mais adequadas geograficamente ao termo "North Ealing". Existe até uma escola primária chamada North Ealing em Pitshanger.

## História
A estação North Ealing foi inaugurada em 23 de junho de 1903 pela District Railway (DR, agora a linha District) em sua nova extensão do norte de Ealing Common até Park Royal & Twyford Abbey (fechada e substituída por Park Royal em 1931), onde o recinto de exposições Park Royal da Royal Agricultural Society of England foi inaugurado recentemente. A linha foi totalmente aberta para South Harrow em 28 de junho de 1903.

## Serviços
O serviço de horário de pico em trens por hora (tph) é:
- 12 tph para Cockfosters (sentido leste)
- 6tph para Rayners Lane (sentido oeste)
- 6tph para Uxbridge via Rayners Lane (sentido oeste)

O serviço fora de pico em trens por hora (tph) é:
- 6tph para Cockfosters (sentido leste)
- 3tph para Rayners Lane (sentido oeste)
- 3tph para Uxbridge via Rayners Lane (sentido oeste)

## Conexões
As rotas 112, 483 e a rota noturna N83 dos ônibus de Londres atendem a estação.

## Galeria

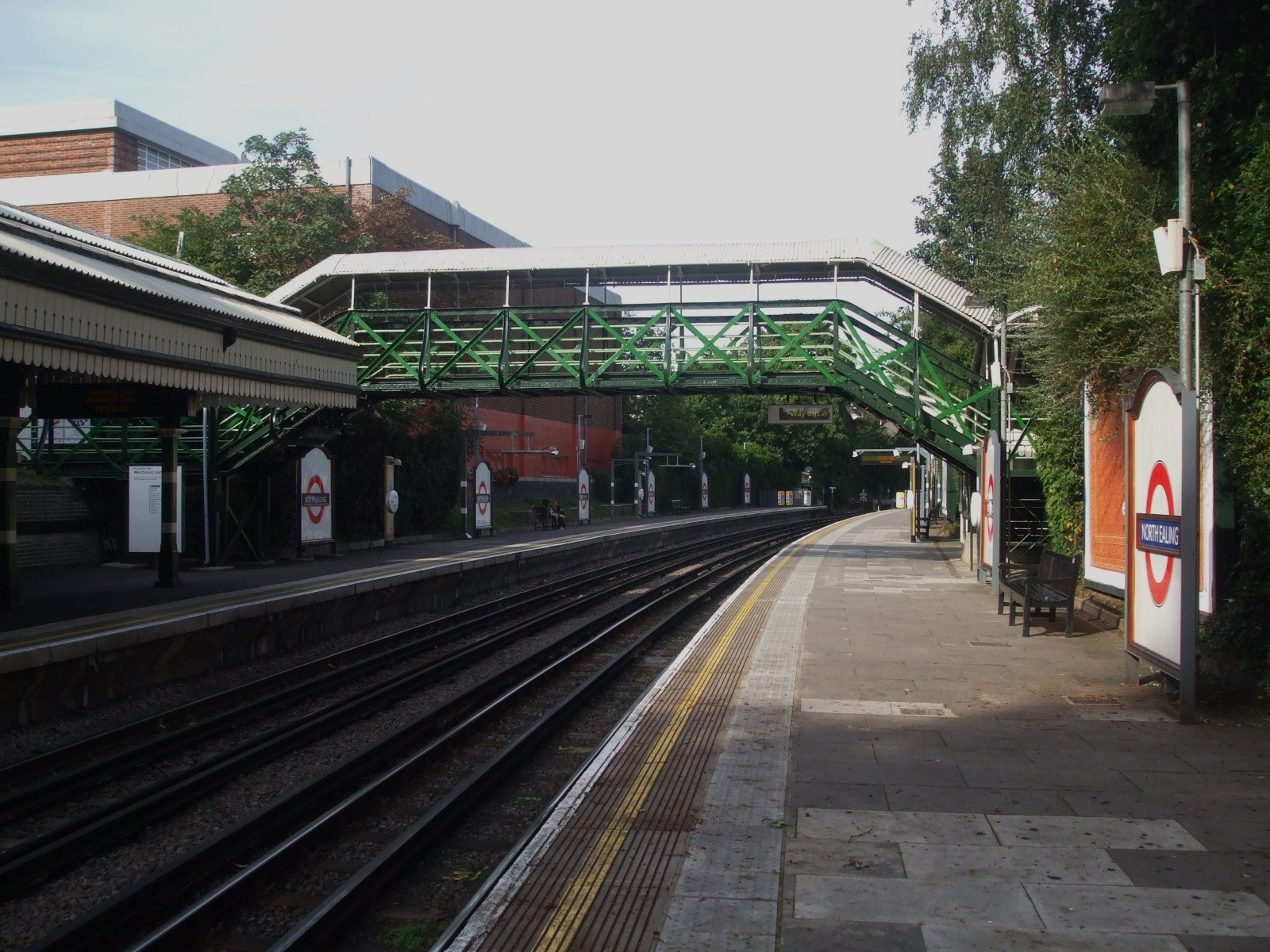
Looking westbound towards Park Royal
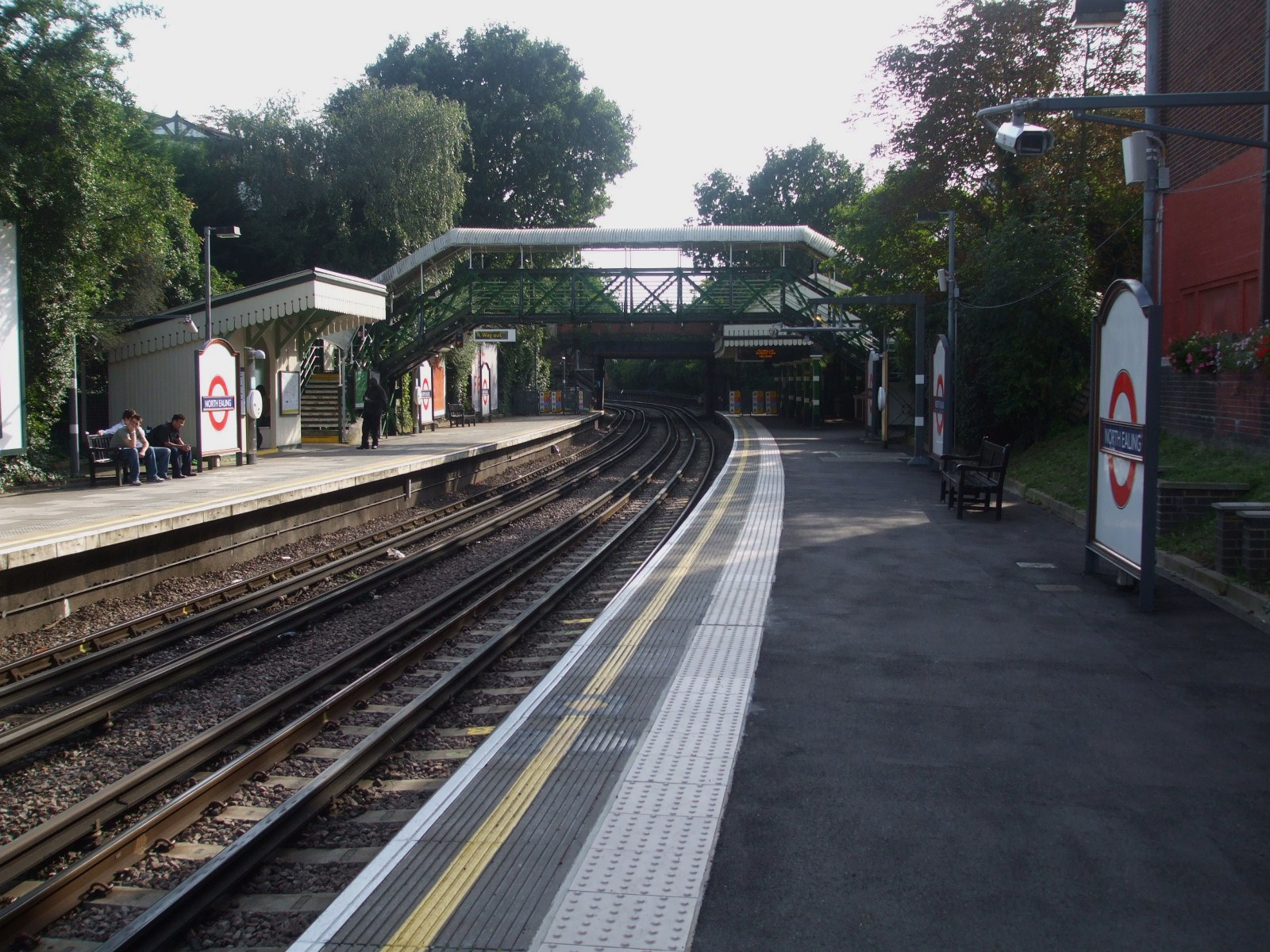
Looking eastbound towards Ealing Common
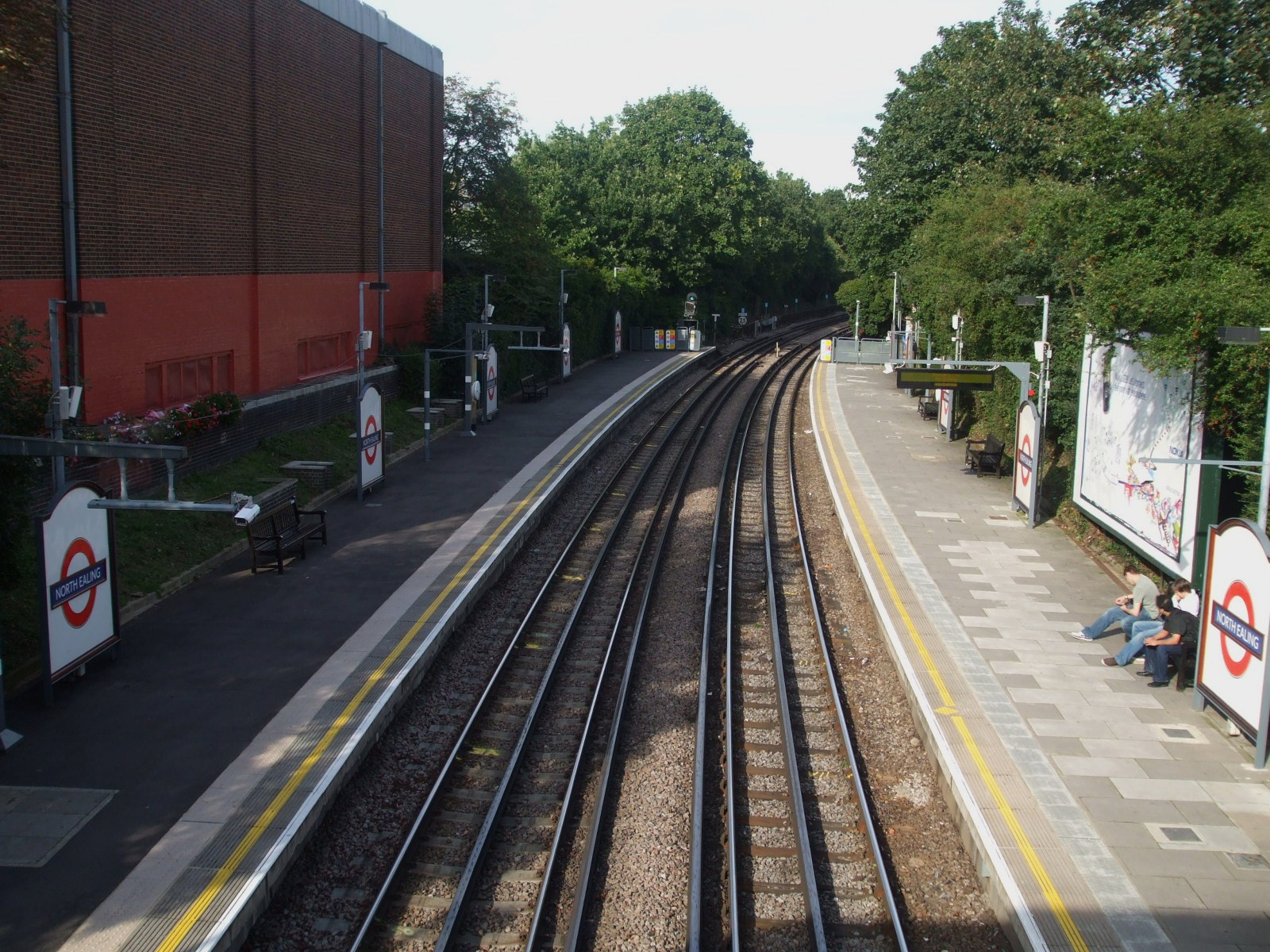
Looking west from footbridge
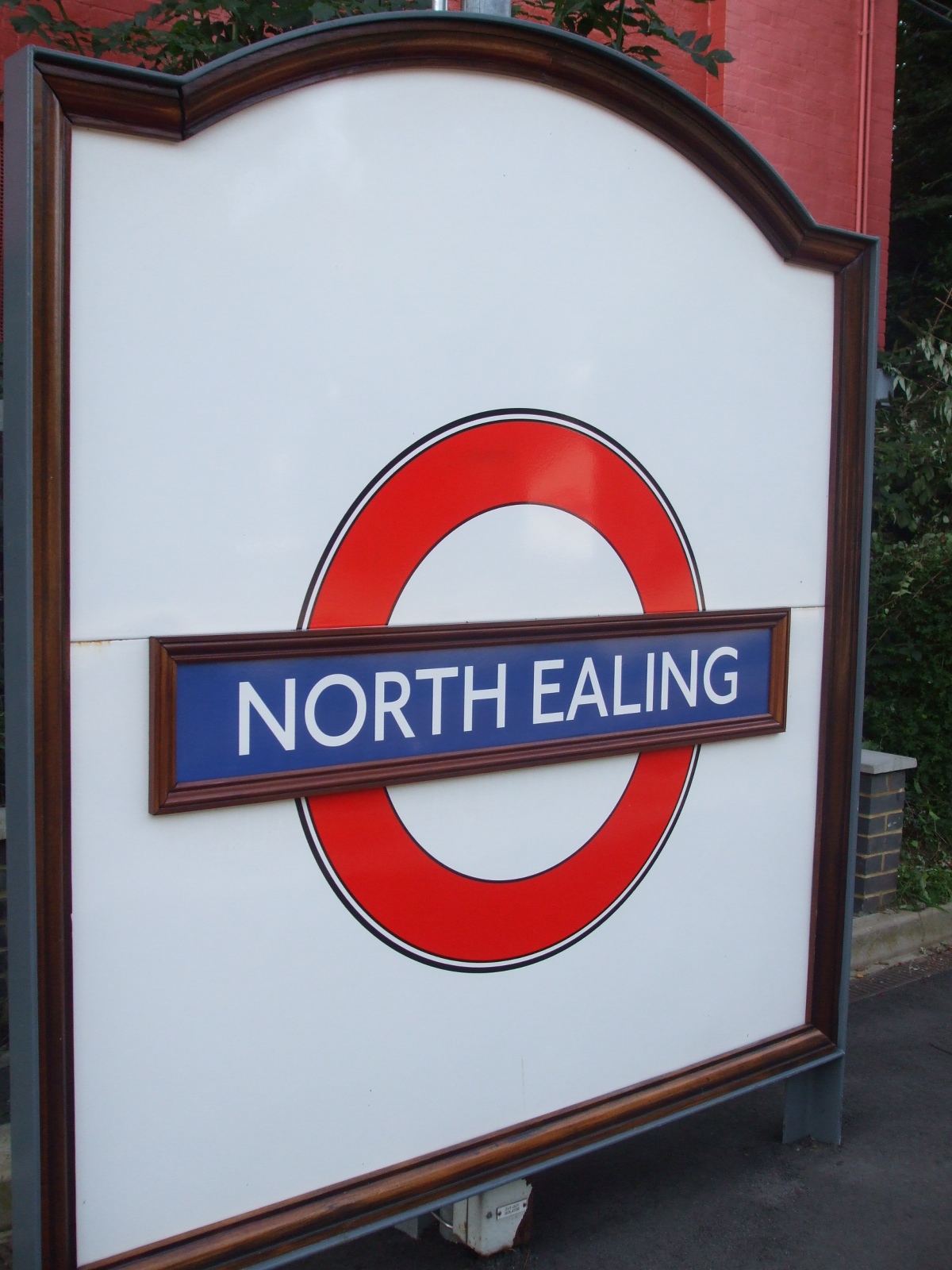
Roundel
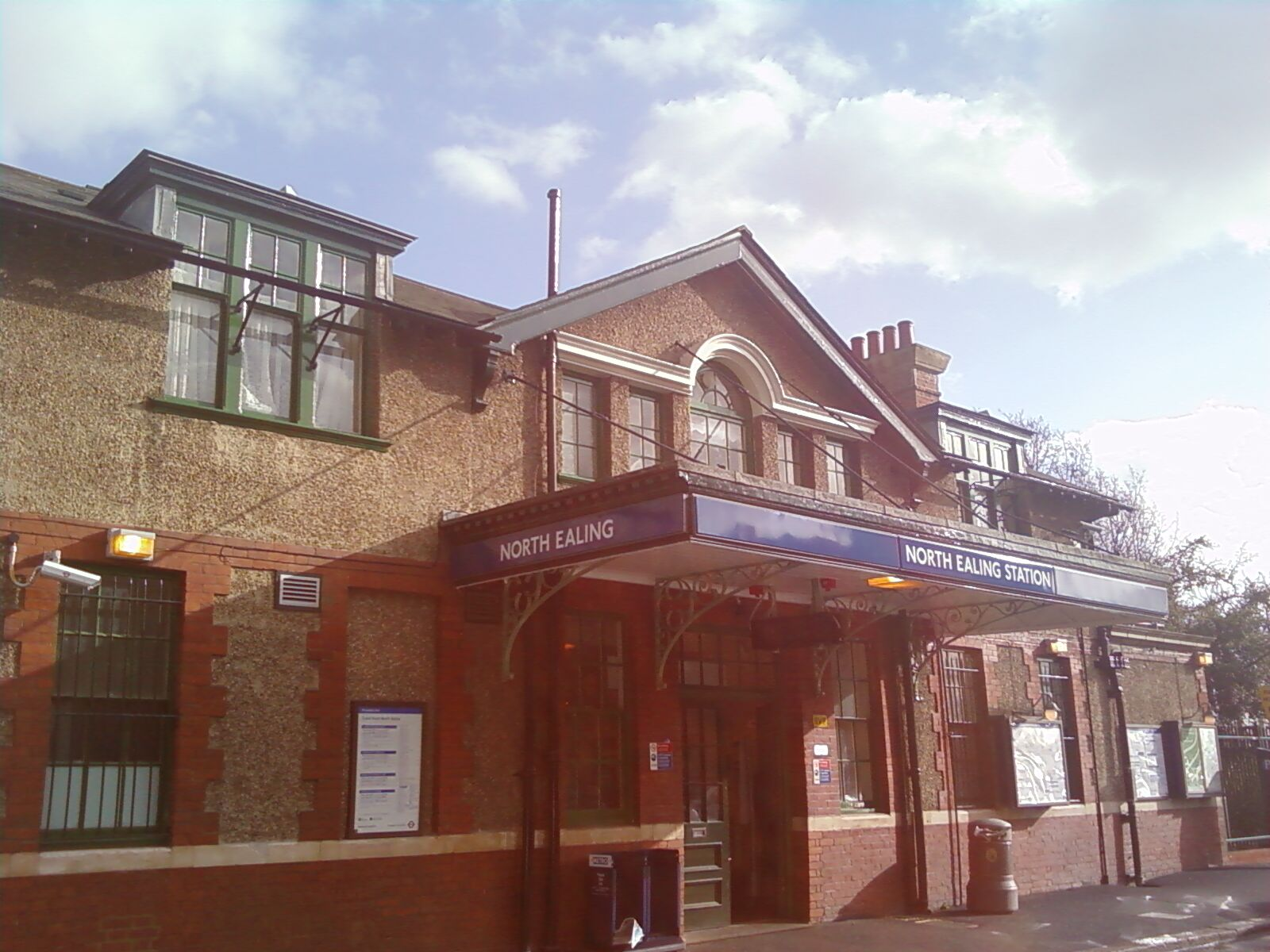
Main Entrance